# Erf (Solingen)
Erf ist eine Hofschaft in der bergischen Großstadt Solingen. 

## Lage und Beschreibung
Der Ort befindet sich zentral im Stadtbezirk Burg/Höhscheid und gehört zum dortigen Stadtteil Höhscheid. Die Hofschaft liegt an einem nördlichen Talhang des Weinsbergtals und ist über die Erfer Straße von der auf einem Höhenrücken verlaufenden Bundesstraße 229 zugänglich, der Neuenhofer Straße. Nordöstlich grenzt der Ort an die Wohnsiedlung Weegerhof des Spar- und Bauvereins Solingen sowie die Förderschule Erika-Rothstein-Schule an. In südwestliche Richtung ist der Ort von Wiesen umgeben, im Süden befindet sich ein Regenrückhaltebecken. Nach Süden besteht über einen Fußweg zudem Anschluss an die Weinsbergtalstraße.
Der aus rund einem Dutzend Häusern bestehende Ort hat sich seinen Hofschaftsquarakter bis heute bewahrt. Beinahe alle Fachwerk- und Schieferhäuser im Ort stehen heute unter Denkmalschutz.
Benachbarte Orte sind bzw. waren (von Nord nach West): Oben- und Untenweeg, Brühl, Unnersberg, Königsmühle, Schallbruchsmühle, Platzhof, Neuenhof, Kirschheide, Lindenhof und Weegerberg.

## Etymologie
Der Ortsname ist wahrscheinlich von dem Wort Erbe abgeleitet deutet auf einen ererbten Besitz hin.

## Geschichte
Der Ort kann bis in das 15. Jahrhundert zurückverfolgt werden. Er wurde erstmals im Zehntverzeichnis des Klosters Altenberg als zom Erff urkundlich erwähnt.:2
In der Karte Topographia Ducatus Montani, Blatt Amt Solingen, von Erich Philipp Ploennies aus dem Jahr 1715 ist der Ort mit einer Hofstelle verzeichnet und als Merf benannt. Er wurde zum Teil in den Ortsregistern der Honschaft Solingen und zum Teil in jenen der Honschaft Katternberg geführt. Die Topographische Aufnahme der Rheinlande von 1824 verzeichnet den Ort als zum Erf, während ihn die Preußische Uraufnahme von 1844 als Erf verzeichnet. In der Topographischen Karte des Regierungsbezirks Düsseldorf von 1871 ist der Ort ebenfalls als Erf verzeichnet.
Nach Gründung der Mairien und späteren Bürgermeistereien Anfang des 19. Jahrhunderts gehörte der Ort zur Bürgermeisterei Höhscheid, die 1856 zur Stadt erhoben wurde und lag dort in der Flur III. Neuenhof. 
Mit der Städtevereinigung zu Groß-Solingen im Jahre 1929 wurde Erf ein Ortsteil Solingens.

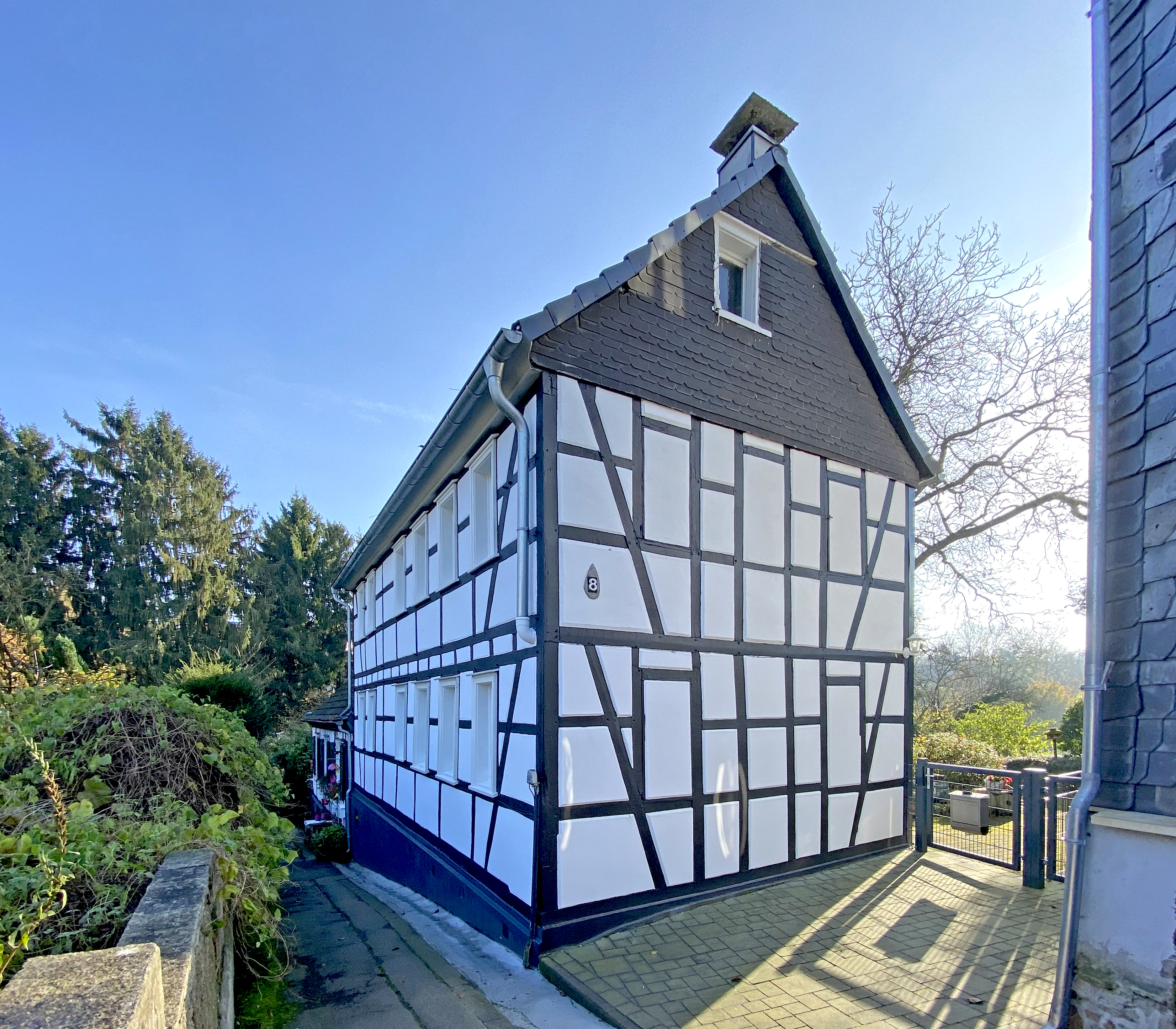
Fachwerkhäuser Erf 8 und 10

Durch ihre relativ abgeschiedene Lage im Weinsbergtal konnte sich die Hofschaft ihren ursprünglichen Charakter und Baubestand weitgehend bewahren. So gruppieren sich um einen zentralen Hofschatsplatz bis heute mehrere Fachwerk- und Schiefergebäude, die als Baudenkmäler in die Solinger Denkmalliste aufgenommen wurden und heute als Wohnhäuser genutzt werden. Als Baudenkmal geschützt sind seit 1988/1999 die Gebäude Erf 1–11.